# Batracomorphus cloelia
Batracomorphus cloelia är en insektsart som beskrevs av Knight 1983. Batracomorphus cloelia ingår i släktet Batracomorphus och familjen dvärgstritar. Inga underarter finns listade i Catalogue of Life.